# Хедь
Хедь — река в России, протекает по территории Ребольского сельского поселения и Муезерского городского поселения Муезерского района Республики Карелии. Длина реки — 25 км.
Река берёт начало из ламбины без названия и далее течёт преимущественно в юго-восточном направлении, протекая через озеро Хедо (с притоком из озера Юленхедо).
Река в общей сложности имеет 18 притоков суммарной длиной 38 км.
Втекает на высоте 192,9 м над уровнем моря в озеро Муй, из которого берёт начало река Муезерка, впадающая в реку Чирко-Кемь.
Населённые пункты на реке отсутствуют.
Код объекта в государственном водном реестре — 02020000912102000003761.

## Фотография

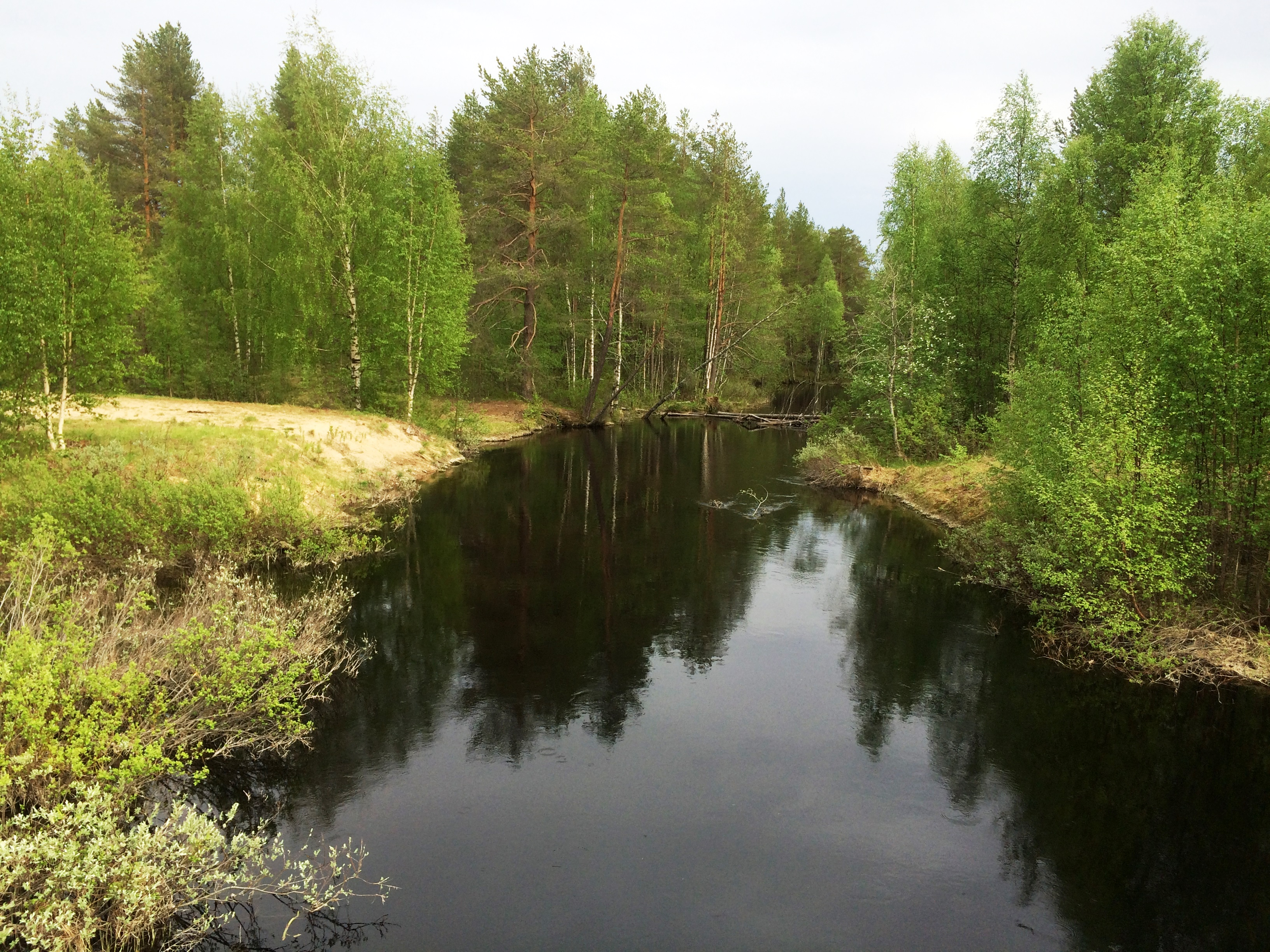
Вид по течению